# Pavoninidae
Pavoninidae es una familia de foraminíferos bentónicos de la Superfamilia Buliminoidea, del Suborden Buliminina y del Orden Buliminida. Su rango cronoestratigráfico abarca desde el Eoceno superior hasta la Actualidad.

## Discusión
Clasificaciones previas incluían Pavoninidae en el Suborden Rotaliina y/o Orden Rotaliida.

## Clasificación
Pavoninidae incluye a las siguientes géneros:
- Bifarinella
- Finlayina †
- Pavonina

Otro género considerado en Pavoninidae es:
- Valvopavonina, aceptado como Pavonina